# Brasiliguana
Brasiliguana — рід ігуанових ящірок, які мешкали в пізньому крейдяному періоді (від туронського до сантонського періоду) у Бразилії. Таксон відомо з голотипу MN 7230-V, ізольованої лівої верхньої щелепи з частково збереженими зубами, яка була знайдена у формації Адамантина верхньої крейди, що є частиною групи Бауру штату Сан-Паулу, на південному сході Бразилії. Бразилігуана була названа Вільямом Р. Навою та Агустіном Г. Мартінеллі в 2011 році, типовим видом є Brasiliguana prudentis. Видова назва стосується муніципалітету Президенте-Пруденте, де було знайдено голотип. Brasiliguana prudentis є другим видом ящірок пізньої крейди Бразилії на основі черепного матеріалу, третім видом ящірок групи Бауру та шостим із крейдяного періоду Бразилії в цілому.